# Serpula viperina
Serpula viperina är en ringmaskart som beskrevs av Chiereghini in Siebold 1850. Serpula viperina ingår i släktet Serpula och familjen Serpulidae. Inga underarter finns listade i Catalogue of Life.